# Bernheze
Bernheze est une commune des Pays-Bas de la province du Brabant-Septentrional, formée en 1994 par la fusion des communes de Heesch, Nistelrode et Heeswijk-Dinther.

## Localités
- Heesch
- Heeswijk-Dinther
- Loosbroek
- Nistelrode
- Vorstenbosch